# Alstroemeria garaventae
Espèce
Alstroemeria garaventae est une espèce de plantes à fleurs de la famille des Alstroemeriaceae originaire du Chili central.

## Description
Alstroemeria garaventae  se caractérise par des tépales et des feuilles inflorescentes de plus petite taille que les sous-espèces habituelles. Ses feuilles sont plates, non tordues, triangulaires ou linéaires à linéaires-lancéolées avec une marge jaunâtre et un bout pointu ou avec un mucron distinct. Les fleurs sont en forme d'entonnoir. Les segments sont de même longueur 3-4 cm, étroits, pointus, blanc cassé rosé à rose rougeâtre, les tépales supérieurs intérieurs pointillés de rouge foncé à leur extrémité, les extérieurs veinés de vert. 

## Répartition et habitat
Alstroemeria garaventae est originaire du Chili dans la chaîne côtière au-dessus de Valparaíso. La sous-espèce principale, Alstroemeria garaventae subsp. garaventae, pousse à des altitudes allant de 1 200 à 2 000 m au-dessus du niveau de la mer. La sous-espèce Alstroemeria garaventae subsp. longaviensis pousse à une altitude beaucoup plus basse, de 240 à 390 m, et ce à plus de 100 km au sud de l'aire de répartition de la sous-espèce principale. On la trouve au Chili dans les vallées du fleuve Achibueno et du fleuve Ancoa. 

## Liste des sous-espèces
Selon GBIF (5 septembre 2024) :
- Alstroemeria garaventae subsp. garaventae Ehr.Bayer
- Alstroemeria garaventae subsp. longaviensis (Ravenna) Muñoz-Schick & Eyzag.

## Systématique
Le nom correct complet (avec auteur) de ce taxon est Alstroemeria garaventae Ehr.Bayer (d).